# Rod Seiling
Rodney Albert Seiling, detto Rod (Elmira, 14 novembre 1944), è un ex hockeista su ghiaccio canadese.
Nel corso della carriera militò nella National Hockey League soprattutto nella franchigia dei New York Rangers, con cui rimase per dieci anni.

## Carriera
Rod Seiling, fratello maggiore di Ric, anche lui futuro giocatore di hockey su ghiaccio, giocò a livello giovanili per quattro stagioni, tre delle quali nella Ontario Hockey Association prendendo parte ad altrettante edizioni della Memorial Cup, riuscendo a conquistarla nel 1964 con la maglia dei Toronto Marlboros.  Nel frattempo era entrato nell'organizzazione dei Toronto Maple Leafs e disputò la sua prima partita in NHL nella stagione 1962-63. Seiling venne scelto per prendere parte alla spedizione olimpica di Innsbruck 1964 con il Canada; nonostante il quarto posto finale venne scelto nel sestetto ideale del torneo.
Quell'anno Seiling passò ai New York Rangers dove con il passare del tempo trovò un posto stabile da titolare in NHL dopo alcuni periodi trascorsi nelle formazioni affiliate nelle leghe minori come i Minnesota Rangers nella CHL e i Baltimore Clippers in AHL. Nell'estate del 1967 in occasione dell'NHL Expansion Draft Seiling venne selezionato inizialmente dai St. Louis Blues, una delle nuove franchigie della NHL, tuttavia il giorno stesso fece immediatamente ritorno ai Rangers.
Nel 1972 venne scelto per partecipare all'NHL All-Star Game e nel settembre dello stesso anno tornò a vestire la maglia del Canada in occasione delle Summit Series contro l'Unione Sovietica prendendo parte a tre delle otto sfide. Seiling rimase ai Rangers fino all'autunno del 1974, quando si trasferì ai neonati Washington Capitals, però dopo un solo incontro disputato dovette fare di nuovo le valigie per fare ritorno ai Maple Leafs.
Seiling rimase a Toronto fino al 1976, anno in cui da free agent si trasferì ai St. Louis Blues, la squadra con cui era stato scelto all'Expansion Draft di 7 anni prima. Concluse la propria carriera al termine della stagione 1978-1979 dopo aver giocato per gli Atlanta Flames.

## Palmarès

### Club
- Memorial Cup: 1

Toronto Marlboros: 1964

### Nazionale
- Summit Series: 1

1972

### Individuale
- NHL All-Star Game: 1

1972
- Torneo olimpico di hockey su ghiaccio All-Star Team: 1

Innsbruck 1964